# CFexpress
CFexpress는 콤팩트플래시 협회(CompactFlash Association, CFA)의 이동식 매체메모리 카드 표준이다. 이 표준은 PCIe 인터페이스를 통해 NVM 익스프레스 프로토콜을 사용한다. 1개에서 4개의 PCI-E 레인을 사용할 수 있는 3가지 다른 폼 팩터가 있다.

## 역사
2016년 9월 7일, CFA는 PCI Express 인터페이스 및 NVM Express 프로토콜을 기반으로 하는 CFexpress 표준을 발표했다.
2017년 4월 18일, CFA는 CFexpress 1.0 사양을 발표했다. 버전 1.0은 최대 2GB/s 속도를 위해 2개의 PCIe 3.0 레인을 갖춘 XQD 폼 팩터(38.5mm × 29.8mm × 3.8mm)를 사용한다. NVMe 1.2는 낮은 지연 시간 액세스, 낮은 오버헤드 및 고도로 병렬 액세스에 사용된다.
2017년 6월 13일, 델킨은 CFexpress 1.0 사양을 기반으로 한 최초의 CFexpress 카드를 출시했다.
CFexpress 2.0 표준은 2019년 2월 28일에 발표되었다. 여기에는 1개의 레인을 가진 더 컴팩트한 Type A와 4개의 레인을 가진 더 큰 Type C의 두 가지 새로운 카드 형식이 포함된다. 기존 카드는 Type B로 지정되었다. NVM Express 프로토콜은 1.3으로 업그레이드되었다.
CFexpress 4.0 표준은 2023년 8월 28일에 발표되었다. CFexpress 4.0은 레인당 2GB/s로 최대 4개의 PCIe 4.0 레인을 지원하며, CFexpress 2.0보다 두 배 빠르다. NVM Express 프로토콜은 1.4c로 업그레이드되었다.

## 비교
| 표준      | 버전 | 출시         | 버스                                      | 속도 (전이중)                                               |
| --------- | ---- | ------------ | ----------------------------------------- | ----------------------------------------------------------- |
| CFexpress | 1.0  | 2017년 2분기 | PCIe 3.0 x2                               | 2.0 GB/s                                                    |
| CFexpress | 2.0  | 2019년 1분기 | - PCIe 3.0 x1 - PCIe 3.0 x2 - PCIe 3.0 x4 | - 1.0 GB/s (Type A) - 2.0 GB/s (Type B) - 4.0 GB/s (Type C) |
| CFexpress | 4.0  | 2023년 3분기 | - PCIe 4.0 x1 - PCIe 4.0 x2 - PCIe 4.0 x4 | - 2.0 GB/s (Type A) - 4.0 GB/s (Type B) - 8.0 GB/s (Type C) |
| SD        | 3.0  | 2010년 2분기 | UHS-I                                     | 0.1 GB/s                                                    |
| SD        | 4.0  | 2011년 1분기 | UHS-II                                    | 0.3 GB/s                                                    |
| SD        | 6.0  | 2017년 1분기 | UHS-III                                   | 0.6 GB/s                                                    |
| SD        | 7.0  | 2018년 2분기 | PCIe 3.0 x1                               | 1.0 GB/s                                                    |
| SD        | 8.0  | 2020년 2분기 | PCIe 4.0 x2                               | 4.0 GB/s                                                    |
| UFS 카드  | 1.0  | 2016년 2분기 | UFS 2.0                                   | 0.6 GB/s                                                    |
| UFS 카드  | 2.0  | 2018년 4분기 | UFS 3.0                                   | 1.2 GB/s                                                    |
| CFast     | 1.0  | 2008년 3분기 | SATA-300                                  | 0.3 GB/s                                                    |
| CFast     | 2.0  | 2012년 3분기 | SATA-600                                  | 0.6 GB/s                                                    |
| XQD       | 1.0  | 2011년 4분기 | PCIe 2.0 x1                               | 0.5 GB/s                                                    |
| XQD       | 2.0  | 2014년 1분기 | PCIe 2.0 x2                               | 1.0 GB/s                                                    |

## 폼 팩터
CFexpress는 다음 카드 크기를 지원한다.
| 폼 팩터 | 크기 (mm)         | PCIe 레인 |
| ------- | ----------------- | --------- |
| A       | 20.0 × 28.0 × 2.8 | 1         |
| B       | 38.5 × 29.8 × 3.8 | 2         |
| C       | 54.0 × 74.0 × 4.8 | 4         |

더 큰 폼 팩터는 더 많은 전기 접점을 가지므로 더 많은 PCIe 레인을 사용할 수 있다.
Type A는 SD 카드와 크기가 비슷하다. 2023년 현재, 소니는 일부 소니 알파 카메라에 CFexpress Type A를 채택한 유일한 카메라 제조업체이다. 모든 소니 CFexpress 슬롯은 UHS-II SD 카드도 지원한다.
Type B는 가장 인기 있는 CFexpress 폼 팩터이며, 캐논, DJI, 니콘, 파나소닉 홀딩스, 레드 디지털 시네마를 포함한 여러 카메라 제조업체에서 사용된다. 이는 XQD 카드와 동일한 크기 및 접점을 가지므로 단일 카드 슬롯에서 XQD 및 CFexpress Type B 카드를 모두 사용할 수 있다. XQD 슬롯이 있는 일부 구형 카메라는 펌웨어 업데이트를 통해 XQD 슬롯에서 CFexpress Type B 카드를 사용할 수 있게 되었다.
2023년 기준, CFexpress Type C를 구현한 장치는 없으며, 카드나 카메라도 시판되지 않는다.

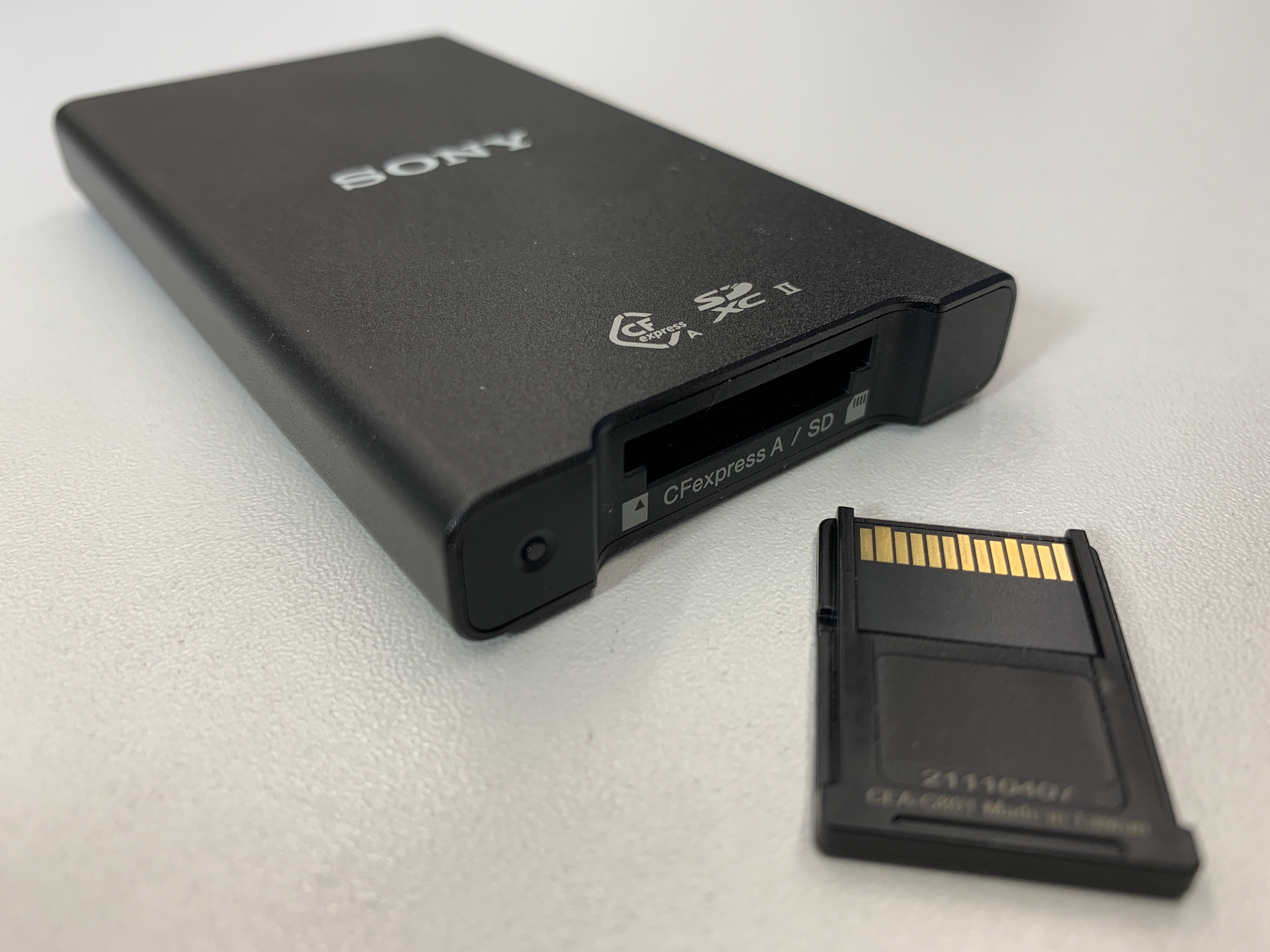
소니 CFexpress Type A 리더 및 카드
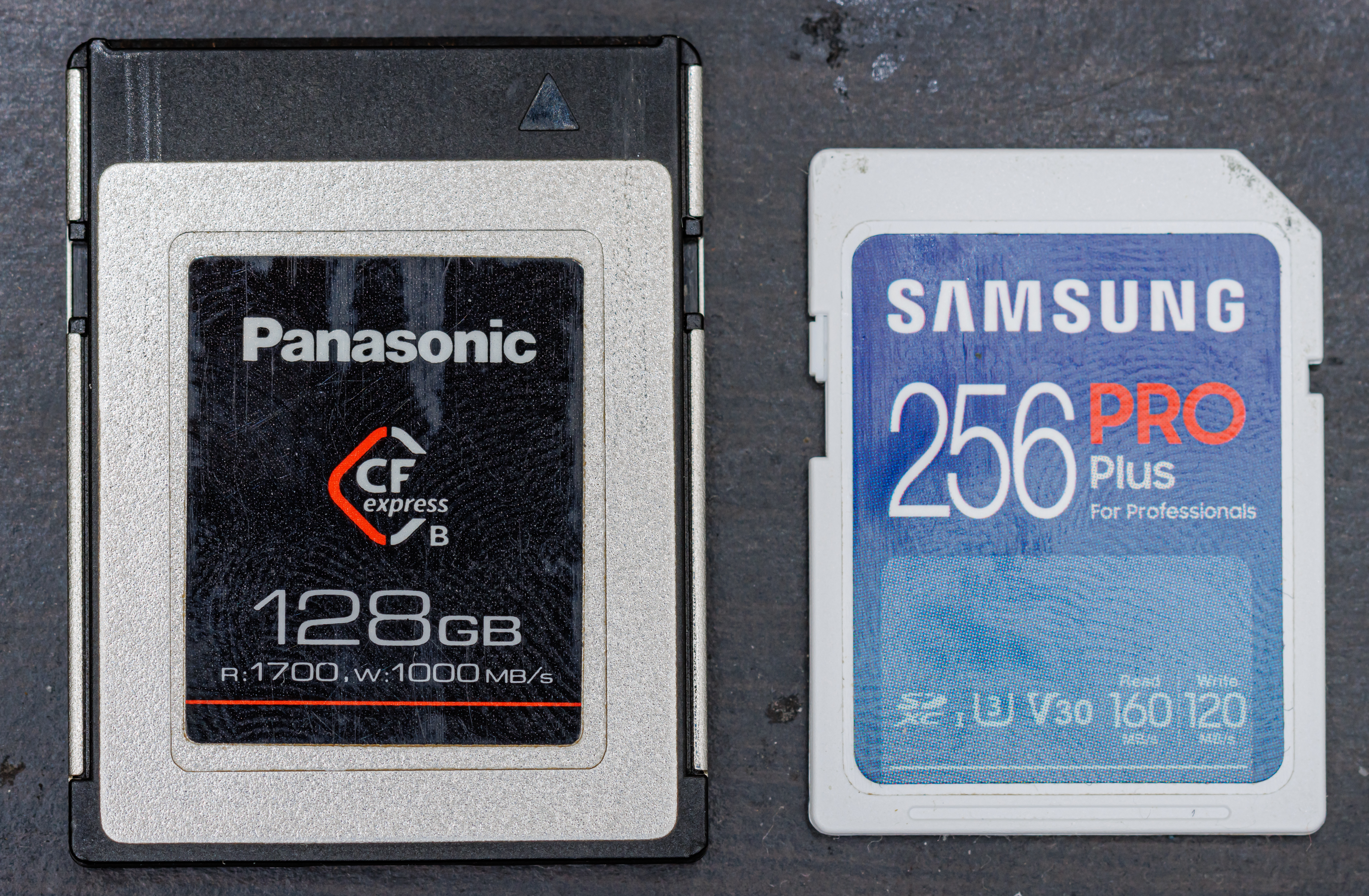
SD 카드 (오른쪽) 옆의 CFexpress Type B (왼쪽)
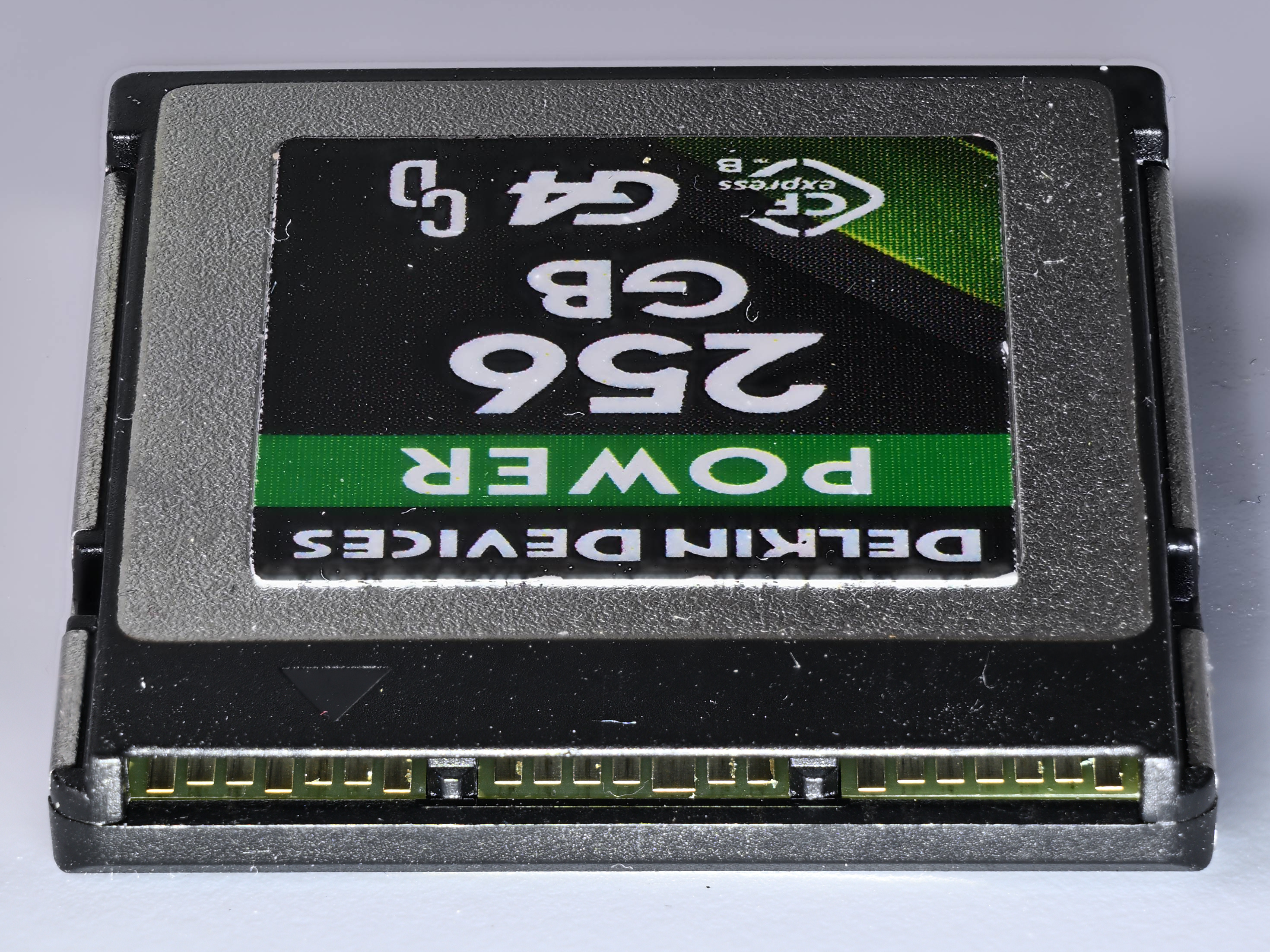
접점이 보이는 CFexpress Type B 카드
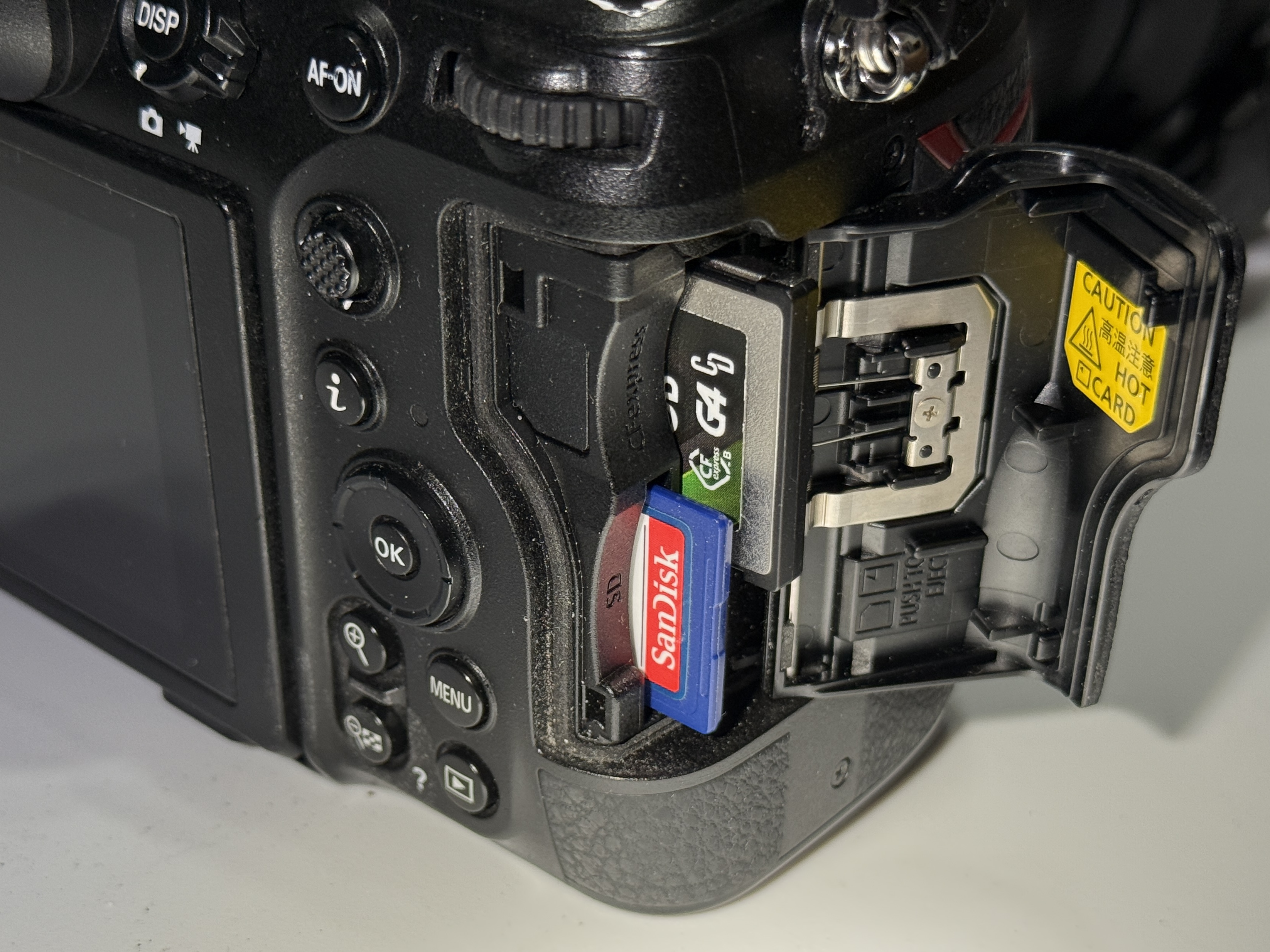
니콘 Z8 카메라의 CFexpress Type B 및 SD 슬롯

## 같이 보기
- 콤팩트플래시
- 메모리 카드
- PCI 익스프레스
- NVM 익스프레스
- XQD 카드
- SD 익스프레스